# Нови-Град (Республика Сербская)

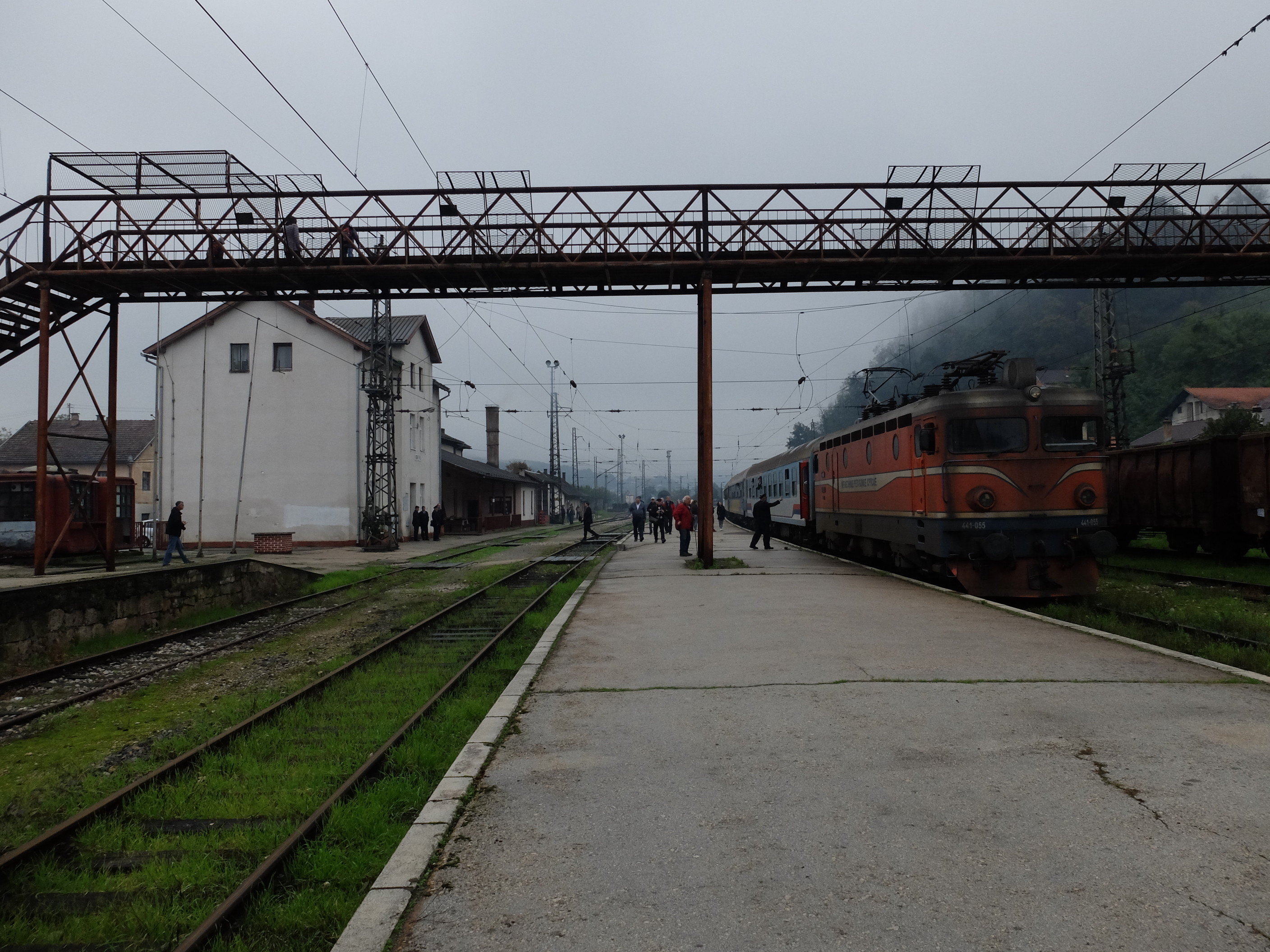
Железнодорожный вокзал

Нови-Град (босн. Bosanski Novi, серб. Нови Град / Novi Grad, хорв. Bosanski Novi) —  город в северной части Боснии и Герцеговины. Административный центр одноимённой общины. Входит в регион Приедор Республики Сербской. Город расположен на реке Уна, на границе с Хорватией напротив хорватского города Двор. В городе есть почта, больница, начальные и средние школы, магазины, культурные центры и т. п.

## Название
До боснийской войны город имел название Босански-Нови. Затем правительством Республики Сербской введено Нови-Град или просто Нови (затем временно отменено судом БиГ) и вновь утверждено название Нови-Град.

## География
Община Нови-Град расположена на северо-западе Боснии и Герцеговины между реками Сана и Уна. Занимает площадь 470 км². Климат умеренный континентальный.

## История
Город Нови-Град впервые упоминается в 1280 году под римским названием Castrum Novum, что в переводе означает «новый город». В 1895 году Австро-Венгерские правители переименовали город в Босански-Нови. Были деревянные мосты через реки Уна и Сана. Местные жители остерегались паводков весной и осенью. В 1872 году община Босански-Нови стала первой в Боснийской Краине, имеющей железнодорожную станцию. Станция давала преимущество общине над другими. Первая местная больница построена примерно в это же время.

## Население

### 1991 год
Город:
- боснийцы — 6,831 (50,27 %);
- сербы — 5,121 (37,68 %);
- югославы — 1,117 (8,22 %);
- хорваты — 187 (1,37 %);
- другие — 332 (2,46 %).

Всего: 13,588 чел.

### 2006 год
В 2006 году большинство населения общины составляли этнические сербы.

### 2013 год
Численность населения города по переписи 2013 года составила 11 063 человека, общины — 28 799 человек.